# Voskovka citronová
Voskovka citronová (Hygrocybe chlorophana) je poměrně vzácný druh houby z čeledi šťavnatkovité (Hygrophoraceae). V Červeném seznamu hub České republiky je druh uveden jako téměř ohrožený.

## Znaky
Klobouk v průměru dorůstá 2–7 cm, v mládí polokulovitý, poté klenutý, ploše rozprostřený (s malým středovým hrbolkem) až lehce středově vmáčklý. Pokožka hladká, slizká, za sucha jemně sametová, citronová, žlutá až oranžově žlutá, okraje jsou zpravidla světlejší a rýhované. Stářím šedne.
Lupeny jsou u třeně přirostlé, na klobouku jsou středně hustě uspořádané, pravidelně proloženy menšími lupénky. Barvu mají bílou, žlutou až oranžovou. Výtrusný prach je bílý.
Třeň dorůstá délky 2-8cm, je suchý nebo lehce lepkavý, plný, ve stáří i dutý, válcovitý, u báze zúžený, může být zploštělý, podobné barvy co klobouk.
Dužnina je tenká, žlutavá, postrádá chuť i vůni.

## Užití
Nejedlá houba.

## Ekologie
Od června do prosince roste tato voskovka nehojně na loukách, trávnících, mítinách, ve světlých listnatých lesích, parcích a na pastvinách, často ve skupinkách.

## Rozšíření
Výskyt tohoto druhu byl popsán v oblastech Severní a Střední Ameriky, Evropy, Blízkého východu, Ruska, Japonska, Číny, Tasmánie a Austrálie.

## Galerie

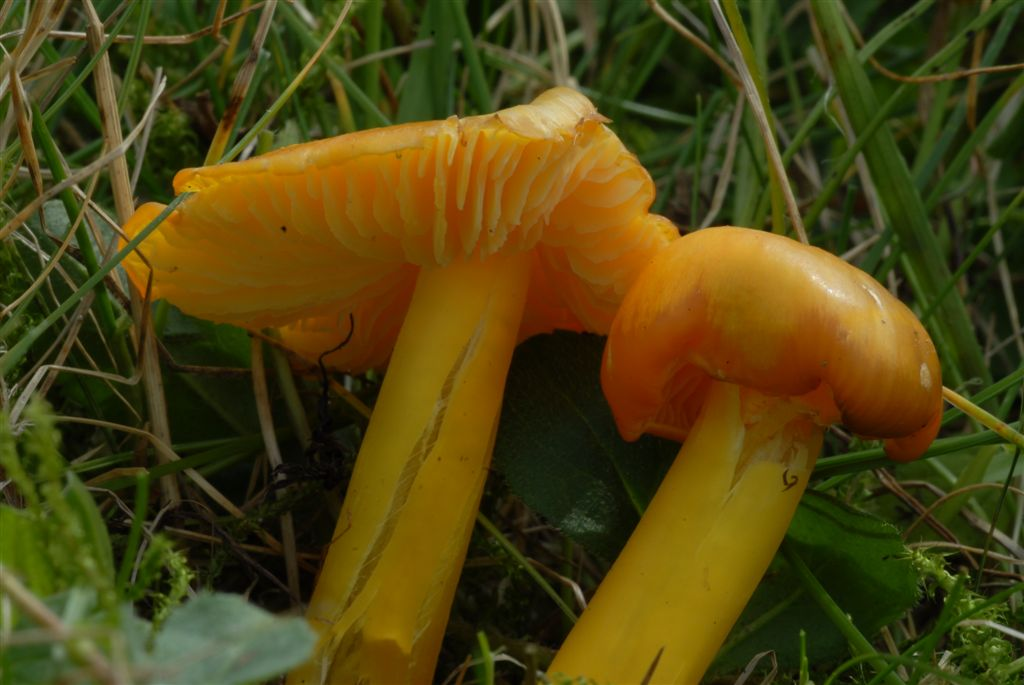
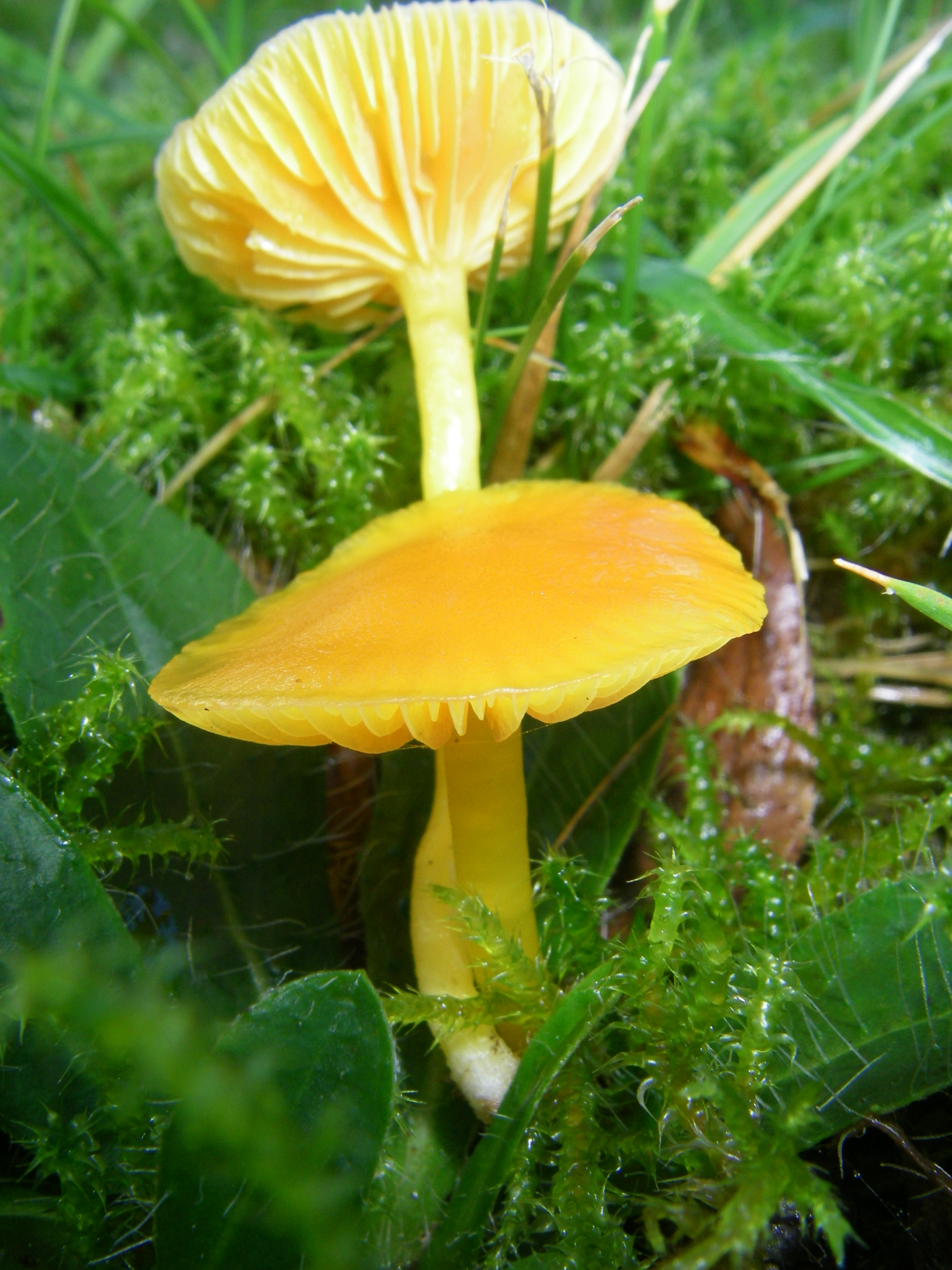
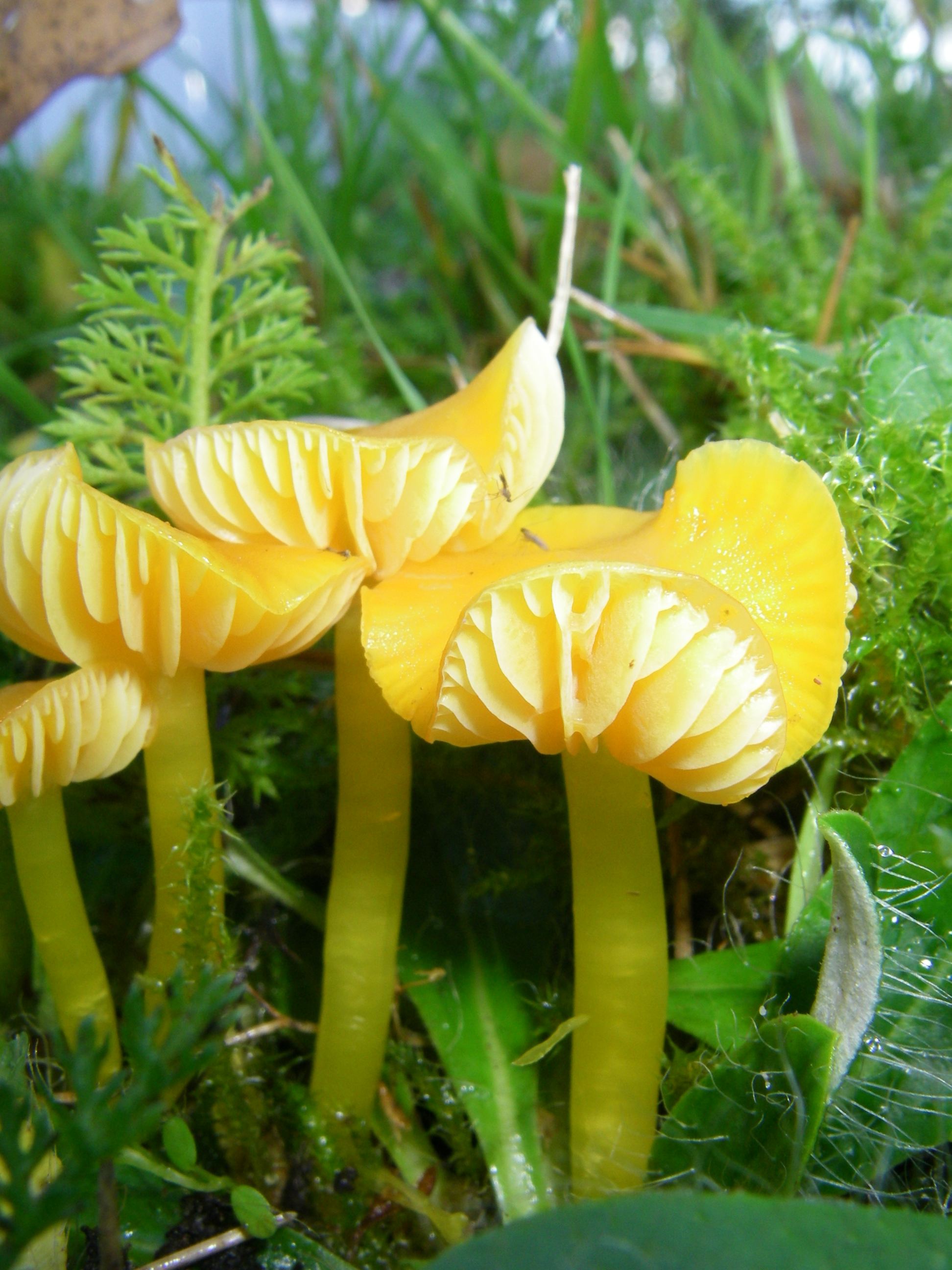
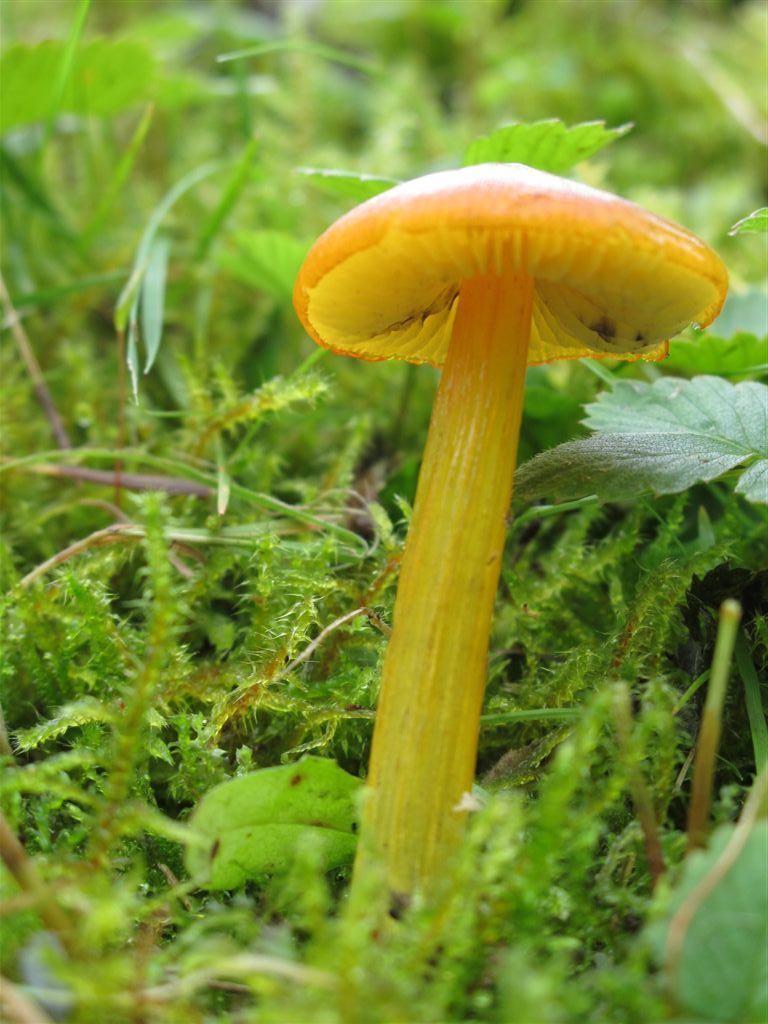
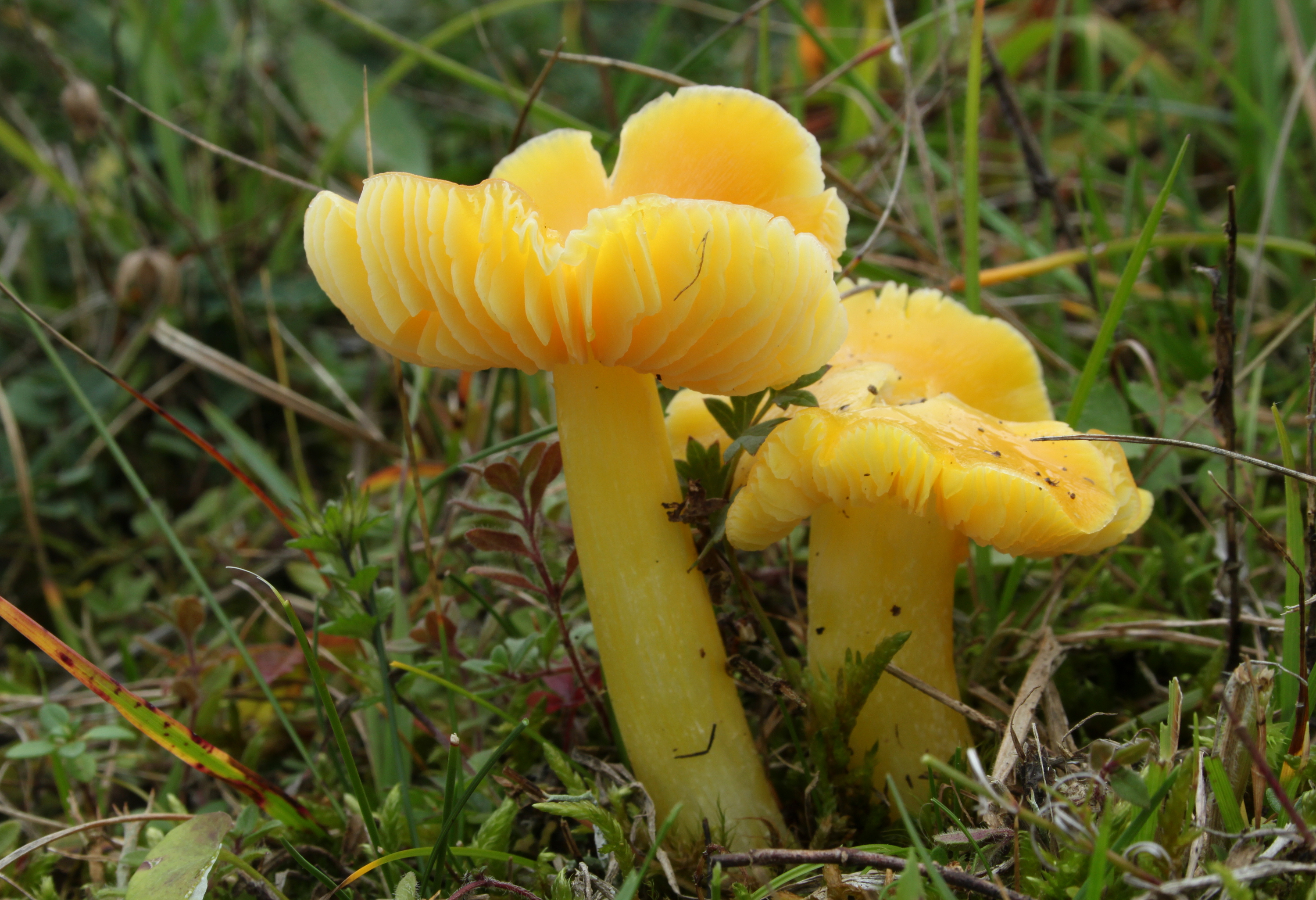

## Možnost záměny
- Voskovka vosková (Hygrocybe ceracea)
- Voskovka stálá (Hygrocybe persistens)
- Voskovka kluzkonohá (Hygrocybe glutinipes)